# Новиков, Евгений Петрович (дипломат)
Евгений Петрович Новиков (15 [27] августа 1826, Москва — 21 сентября [4 октября] 1903, село Непецино, Московская губерния) — русский историк, прозаик, славянофил, дипломат, действительный тайный советник, посол России в Турции, Австро-Венгрии и Греции, член Государственного совета.

## Биография
Евгений Новиков родился в семье тайного советника Петра Александровича Новикова (1797—1876) и дочери князя И. М. Долгорукого Антонины Ивановны (1794—1877); младший брат генерала-лейтенанта русской императорской армии И. П. Новикова (1824—1890), который был женат (1860—1868) на Ольге Киреевой; дядя А. И. Новикова.
В 1846 году окончил историко-филологический факультет Московского университета (кафедра славистики), где обучался под руководством Осипа Бодянского. Первоначально, областью научных интересов Новикова во время обучения являлась история гуситского движения. В своей работе студенческой «Православие у чехов» он выдвинул идею о православной природе учения Яна Гуса. Позже он подготовил обстоятельную работу «Гус и Лютер», которая должна была стать его магистерской диссертацией и была уже одобрена учёным советом историко-филологического факультета. Однако, публикации работы и публичной защите помешали события 1848 года в Австрийской империи. Подъём национально-освободительных движений в славянских землях Габсбургской монархии и опасения Николая I, что революционная волна перекинется в Россию, привело к безоговорочной поддержке русским правительством австрийской монархии. Министерство народного просвещения и руководство Московского университета запретило Новикову публикацию своей работы.
Это вынудило Новикова сменить тему для магистерской диссертации, и в 1849 году он защитил магистерскую диссертацию на тему «О важнейших особенностях лужицких наречий», которая стала важнейшим источником сведений о сербо-лужицких языках.
В 1850 году получил чин титулярного советника поступил на службу в Азиатский департамент Министерства иностранных дел младшим помощником столоначальника. В том же году повышен до старшего помощника столоначальника.
В 1853 году назначен младшим столоначальником Азиатского департамента.
В 1856 году получил назначение в Константинополь на должность младшего секретаря миссии.
В 1858 году повышен до старшего секретаря.
В 1859 году назначен советником миссии. В том же году ему всё же удаётся издать свою работу, ставшую первой темой магистерской диссертации — двухтомное исследование «Гус и Лютер».
В 1860 году вошёл в состав Европейской комиссии в Сирии в чине статского советника.
В 1862—1864 годах исполнял должность поверенного в делах в Константинополе до прибытия Н. П. Игнатьева.
В 1865—1870 годах — чрезвычайный посланник и полномочный министр в Греции.
С 1870 по 1874 год — чрезвычайный посланник и полномочный министр в Австро-Венгрии, с 1874 года его должность переименована в чрезвычайные и полномочные послы. В преддверии Русско-турецкой войны сыграл большую роль в сохранении Австро-Венгрией нейтралитета (см.: Рейхштадтское соглашение, Будапештская конвенция).
В декабре 1879 года получил чин действительного тайного советника и назначен чрезвычайным и полномочным послом в Османскую империю. Проработал на этом посту до 1883 года.

О его пребывании в должности позже вспоминал один из его сотрудников:
Безукоризненно, абсолютно честный, он всегда шёл прямыми путями к намеченной цели, и вилять и приспосабливаться было не в его привычках… Высоко и с достоинством держал он знамя России, и честь родины всегда была для него выше личных интересов. Владея в совершенстве русским, французским и немецким языками, он был замечательный стилист, и его ноты и депеши могли бы служить лучшими образцами дипломатического умения выражать свои мысли… После нашего поражения на Берлинском конгрессе трудно было удерживать знамя России на желаемой высоте, но Евгений Петрович, хорошо зная характер турок, сумел бороться с обстоятельствами и заставил их уважать себя и так горячо и беззаветно любимую им Россию. Он был последним из могикан когда-то славных русских национальных дипломатов того времени
С 1882 года — член Государственного совета. Однако, реального участия в его заседаниях не принимал, находясь большую часть времени либо за границей, либо в своём имении.
Скончался в своём имении в селе Непецыно Коломенского уезда Московской губернии. Похоронен там же.

## Награды
Награждён орденом Св. Александра Невского (1876, алмазные знаки к ордену — 1883), а также орденами Персии, Греции, Австрии, Черногории и Турции.

## Семья
Состоял в браке с Марией Николаевной Титовой (1842—1901) (племянницей В. П. Титова). Дети:
- Сергей Евгеньевич (07.11.1859; Константинополь—1943) — статский советник, консул в Неаполе, 20 апреля 1886 года в Ницце женился на графине Софье Михайловне Лорис-Меликовой.
- Вера Евгеньевна (1861—не ранее 1906) — фрейлина, замужем за помещиком В. В. Шеншиным.
- Наталья Евгеньевна (22.07.1864, Константинополь— ?)
- Иван Евгеньевич (1869—1885) — выпускник Лицея цесаревича Николая, застрелился без видимой причины.
- Ольга Евгеньевна (13.05.1870, Афины— ?), крестница греческой королевы Ольги Константиновны.

## Литературное творчество
Прозаические произведения Е. П. Новиков печатал под псевдонимом Е. Данковский.
- Горбун // Отечественные записки. — 1855. — № 3.
- Поездка в деревню // Отечественные записки. — 1855. —№ 6.
- Портретная галерея // Отечественные записки. — 1856. — № 9; 1857. — № 1—2.